# مت‌لایف
مت‌لایف (به انگلیسی: MetLife) شرکت هلدینگ بیمه آمریکایی است، که دفتر مرکزی آن در شهر نیویورک قرار دارد. مت‌لایف مختصرشده شرکت بیمه متروپولیتن لایف می‌باشد. این شرکت یکی از بزرگترین ارائه‌دهندگان خدمات بیمه در جهان، با بیش از ۹۰ میلیون مشتری، در ۶۰ کشور می‌باشد. شرکت مت‌لایف در سال ۱۸۶۸ تأسیس شد و در سال ۲۰۰۰ به یک شرکت سهامی عام تبدیل گردید. شرکت مت‌لایف هم‌اکنون از طریق شرکت‌های تابعه و فرعی خود در کشورهای ایالات متحده آمریکا و ژاپن، همچنین آمریکای لاتین، منطقه آسیای شرقی، اروپا و خاورمیانه فعالیت می‌نماید.
شرکت مت‌لایف بزرگترین ارائه‌کننده خدمات بیمه عمر در ایالات متحده است و در واپسین رتبه‌بندی منتشرشده توسط مجله فرچون در فهرست فورچون ۵۰۰ در رتبه ۹۰ از بزرگترین شرکت‌های ایالات متحده قرار گرفت.
دفتر مرکزی شرکت مت‌لایف در میدتاون منهتن، نیویورک قرار دارد و دفاتر اجرایی این شرکت نیز کماکان در محل دفتر پیشین این شرکت در ساختمان مت‌لایف، نیویورک مستقر می‌باشند.